# Chrysotoxum graciosum
Chrysotoxum graciosum är en tvåvingeart som beskrevs av Violovitsh 1975. Chrysotoxum graciosum ingår i släktet getingblomflugor, och familjen blomflugor. Inga underarter finns listade i Catalogue of Life.